# John Sergeant (Politiker)

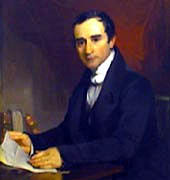
John Sergeant

John Sergeant (* 5. Dezember 1779 in Philadelphia, Pennsylvania; † 23. November 1852 ebenda) war ein US-amerikanischer Politiker. Er war der Kandidat der National Republican Party für die Vizepräsidentschaft an der Seite von Henry Clay bei der Präsidentschaftswahl 1832.

## Leben
John Sergeant war Mitglied einer Familie, die zahlreiche Politiker hervorbrachte; so war sein Vater Jonathan Delegierter zum Kontinentalkongress. Seine Enkel John Sergeant Wise und Richard Alsop Wise saßen für Virginia im Repräsentantenhaus der Vereinigten Staaten, sein Urenkel John C. Kunkel für Pennsylvania.
Nach dem Besuch der öffentlichen Schulen sowie der University of Pennsylvania in Philadelphia machte Sergeant 1795 seinen Abschluss am Princeton College. Danach wurde er zum Anwalt ausgebildet und 1799 in die Anwaltskammer aufgenommen, woraufhin er diesen Beruf in den folgenden 50 Jahren ausübte. Im Jahr 1800 wurde er stellvertretender Attorney General von Philadelphia; danach stand er als Konkursverwalter (Commissioner of bankruptcy) in Staatsdiensten.

## Politik
Von 1808 bis 1810 gehörte Sergeant dem Repräsentantenhaus von Pennsylvania an, ehe er als Mitglied der Föderalisten ins Repräsentantenhaus in Washington gewählt wurde. Dort nahm er ab dem 10. Oktober 1815 den Platz des verstorbenen Jonathan Williams ein; nach mehrmaliger Wiederwahl verblieb er bis zum 3. März 1823 im Kongress und war während dieser Zeit unter anderem Vorsitzender des Justizausschusses. Er unterstützte das wirtschaftliche Programm von Henry Clay und die Gründung der Second Bank of the United States. Ferner war er ein Gegner der Sklaverei und des Missouri-Kompromisses.
In der Folge war Sergeant Präsident des Pennsylvania Board of Canal Commissioners sowie Gesandter zum Panama-Kongress unter der Leitung von Simón Bolívar im Sommer 1826, ehe er ab dem 4. März 1827 für weitere zwei Jahre dem Kongress angehörte. Nach verfehlter Wiederwahl arbeitete er als Anwalt für die Bank of the United States.
1832 ernannte ihn Henry Clay schließlich zu seinem Running mate bei der Wahl zum US-Präsidenten. Sie konnten jedoch nur in sechs Bundesstaaten die Mehrheit erringen und unterlagen somit sehr deutlich dem demokratischen Amtsinhaber Andrew Jackson sowie dessen Vizepräsidentschaftskandidat Martin Van Buren. Sergeant zog sich danach zunächst aus der Politik zurück, trat dann aber 1836 erneut bei der Wahl zum Repräsentantenhaus an und wurde diesmal als Whig in den Kongress gewählt. Dort verblieb er vom 4. März 1837 bis zu seinem Rücktritt am 15. September 1841, wobei er wieder Vorsitzender des Justizausschusses war. Während dieser Zeit amtierte er zudem im Jahr 1838 als Präsident des Verfassungskonvents von Pennsylvania.
John Sergeant konzentrierte sich danach wieder auf seine Tätigkeit als Jurist. Während der Zeit, in der die Whigs den US-Präsidenten stellten, bekam er Ämter in der Regierung oder im diplomatischen Dienst angeboten, schlug diese aber aus. Er verstarb 1852 in seiner Heimatstadt Philadelphia.